# Sparasion petrovi
Sparasion petrovi är en stekelart som beskrevs av Kononova 2001. Sparasion petrovi ingår i släktet Sparasion och familjen Scelionidae. Inga underarter finns listade i Catalogue of Life.